# Museu Nacional do Índio Americano
O Museu Nacional do Índio Americano (em inglês:  National Museum of the American Indian) é um museu de arte e etnologia dedicado à cultura dos povos ameríndios, e faz parte do grupo de museus e centros de investigação da Instituição Smithsoniana.
O museu possui três edifícios: o Museu Nacional do Índio Americano no Passeio Nacional, em Washington, D.C., inaugurado a 21 de setembro de 2004, na Fourth Street e Independence Avenue, ao sudoeste. O Centro George Gustav Heye, um museu permanente que situa-se na Alfândega Alexander Hamilton dos Estados Unidos, em Nova Iorque. O Centro de Recursos Culturais, um centro de investigação e coleções situado em Suitland, Marilândia. As coleções atuais foram expostas primeiramente no antigo Museu do Índio Americano, que foi fundado em Nova Iorque no ano de 1916, e tornou-se parte da Instituição Smithsoniana em 1989.
A 20 de janeiro de 2022, Cynthia Chavez Lamar tornou-se a nova diretora do museu.